# Dagmar Frederic
 (avril 2021).
Si vous disposez d'ouvrages ou d'articles de référence ou si vous connaissez des sites web de qualité traitant du thème abordé ici, merci de compléter l'article en donnant les références utiles à sa vérifiabilité et en les liant à la section « Notes et références ».
Dagmar Frederic, nom de scène de Dagmar Elke Schulz (née le 15 avril 1945 à Eberswalde) est une chanteuse allemande.

## Biographie
Dagmar Elke Schulz est la fille du directeur du zoo d'Eberswalde. À 16 ans, elle fait sa première apparition sur la scène de l'Eberswalder Unterhaltungsorchester. Elle fait un apprentissage de préparatrice en pharmacie puis étudie à l'Académie de musique Hanns Eisler à Berlin auprès de Peter Wieland notamment. L'animateur de télévision Heinz Quermann la découvre en 1966 lors d'un casting pour l'émission Herzklopfen kostenlos. Elle a son premier engagement avec le Tanzorchester Max Reichelt à Eberswalde.

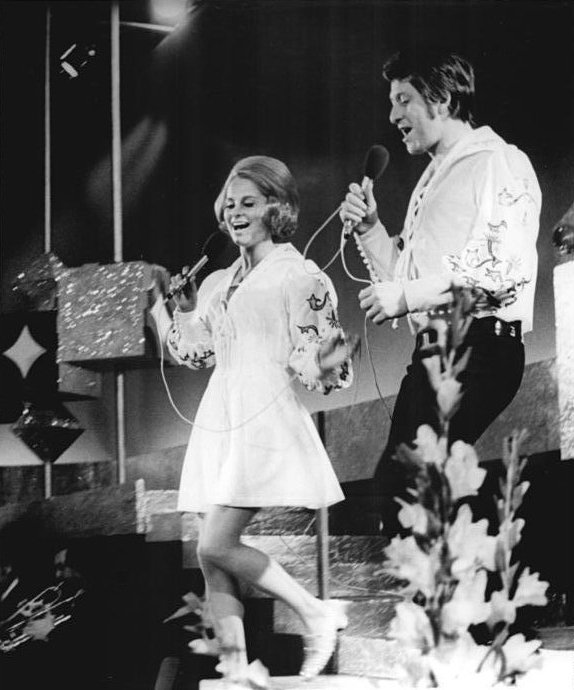
Dagmar Frederic etSiegfried Uhlenbrock en 1970.

Le Friedrichstadt-Palast l'engage en 1967 pour des comédies musicales, comme My Fair Lady. De 1969 à 1975, elle forme un duo avec Siegfried Uhlenbrock. Sa chanson Du hast gelacht est un succès, surtout lorsque la patineuse artistique Gabriele Seyfert termine son style libre avec cette chanson aux États-Unis en 1969 et remporte le titre de champion du monde. En 1971, Dagmar Frederic joue le rôle principal dans la comédie musicale Andrea à Halle-sur-Saale.
À partir de 1973, elle présente des programmes de divertissement à la télévision de la RDA, notamment Ein Kessel Buntes et les programmes de Noël Serenade bei Kerzenschein, Kinomusik mit Dagmar Frederic et Musik, die Ihnen Freude bringt. Elle est membre du LDPD. En 1977, elle épouse Peter Wieland. En 1981, ils reçoivent conjointement le Prix national de la République démocratique allemande des mains d'Erich Honecker. En 1983, le couple divorce. En 1984, elle inaugure le nouveau Friedrichstadt-Palast.
Après la réunification allemande, elle reprend l'animation des émissions de télévision Meine Show, ARD-Sommer-Melodien et Wünsch Dir was aux côtés de Dénes Törzs. De 2001 à 2009, elle participe à l'Elblandfestspiele Wittenberge et l'animation du festival pour la Rundfunk Berlin-Brandenburg. En 2005, elle anime le concert Klassik Open Air au Gendarmenmarkt. Entre septembre 2008 et avril 2011, Dagmar Frederic présente le programme Schönes Wochenende sur la radio privée Radio Paloma le samedi. En raison d'une réforme du programme, le diffuseur se sépare de Frédéric et des quatre autres animateurs. De 2012 à 2015, Dagmar Frederic anime le Deutsche Hitparade sur la station radio berlinoise Radio B2.
En 2009, un différend sur l'héritage de l'ancien vice-ministre de la Culture de la RDA Siegfried Wagner, décédé en 2002, fait la une des journaux. Une Cour des successions accuse Dagmar Frederic d'avoir volé une partie de l'héritage de la veuve démente de Wagner, Brunhilde Wagner, décédée en 2009. En octobre 2011, Dagmar Frederic est condamnée à rembourser 170 000 euros dans cette affaire, après avoir déjà remboursé 60 000 euros en 2008. En 2007, le parquet de Francfort-sur-l'Oder mène une enquête pour fraude fiscale à son encontre car elle n'avait pas signalé le don à l'administration fiscale en temps utile.
Dagmar Frédéric s'est mariée pour la cinquième fois en 2002. Sa fille Maxie Renner, née en 1985, fut chanteuse lorsqu'elle était enfant et parfois en duo avec sa mère.

## Discographie

### Alben
- 1970: Du hast gelacht (avec Siegfried Uhlenbrock, Amiga)
- 1972: Tanz in die Sommernacht (avec Siegfried Uhlenbrock, Amiga)
- 1980: Ich will dir eine Rose sein (Amiga)
- 1991: Starke Gefühle
- 1993: Träume nur (Monopol)
- 1996: Dagmar Frederic 96 (Han)
- 1999: Ganz viel von mir (2 CD, Metrix)
- 1999: Halt mich fest (Pewi Records)
- 2001: Wünsch dir was (mit Dénes Törzs, Monopol)
- 2011: Was halten sie vom Tango – Die großen Erfolge (Sony Music Entertainment)
- 2011: Immer noch und immer mehr (Pewi Records)

### Singles
- 1968: Im goldenen Herbst / Der verlorene Schlüssel (Amiga)
- 1969: Alles, was dein Herz begehrt (face B, face A d'Erhard Fabian, Amiga)
- 1969: Hörst du den Regen? (face A, face B d'Ingrid Winkler, Amiga)
- 1970: Tanz in der Sommernacht / Das machst du (Amiga)
- 1970: Unsere Sommerreise (face A, face B de Klaus Sommer, Amiga)
- 1970: Fang doch die Freude / In silberner Ferne (Amiga)
- 1977: Das war alles schon einmal so / Was halten Sie vom Tango? (Amiga)
- 1999: Safari (Metrix)
- 1999: Warum sind Männer keine Engel (Hansen Records)
- 1999: Keiner ist aus Stein (Hansen Records)
- 2010: Mein zweites Ich (Rubin Records)
- 2011: Komm wir woll'n (VanDango Media)

## Source de la traduction
- (de) Cet article est partiellement ou en totalité issu de l’article de Wikipédia en allemand intitulé « Dagmar Frederic » (voir la liste des auteurs).